# Edouard Saouma
Edouard Victor Saouma (Beirute, 6 de novembro de 1926 – Beirute, 1 de dezembro de 2012) foi Diretor-Geral da Organização das Nações Unidas para Agricultura e Alimentação (FAO) por três mandatos consecutivos, de 1976 a 1993.

## Carreira
Após completar seus estudos na Escola Nacional de Agricultura de Montpellier em 1952, Saouma tornou-se diretor do Centro Agrícola Experimental do Vale do Beqaa, no Líbano até 1962, quando tornou-se deputado regional da FAO para a Ásia e o Extremo Oriente, cargo que ocupou até 1965. Em seguida, foi diretor da Divisão da FAO para Desenvolvimento da Terra e da Água, de 1965 a 1975, quando foi eleito para dirigir a FAO.

## Grupo de Camberly
As nações que buscavam substituir o Dr. Saouma nas eleições de 1987 concentraram sua estratégia em reuniões secetas do que ficou conhecido como Grupo de Camberly, em referência à cidade inglesa que sediou a primeira reunião, em 1986. Os membros originais do grupo eram Alemanha Ocidental, Austrália, Canadá, Dinamarca, Finlândia, Grã-Bretanha, Holanda, Japão, Noruega, Suécia e Suíça. Os Estados Unidos foram excluídos de início, em virtude do forte apoio dado a Saouma pelo seu embaixador Millicent Fenwick (ex-member do Congresso). Os esforços do Grupo de Camberly provaram-se inúteis, e Saouma foi re-eleito.

## Legado
A passagem de Saouma pela FAO foi marcada pela sua dedicação expressa aos países do terceiro mundo, pelo apoio desses mesmos países à sua administração, suas numerosas iniciativas[carece de fontes?], e sua independência dos principais contribuidores, como Estados Unidos, Canadá e Austrália. A administração Reagan, por meio da Heritage Foundation, tentou desesperadamente desacreditá-lo, quando de sua reeleição para o terceiro mandato. Muitos peritos em alimentação afirmam que parte do sucesso de Saouma veio de seu esforço em identificar a FAO com a luta contra a fome mundial.
Sua liderança controversa é melhor retratada por uma mensagem do Departamento de Estado estadunidense aos diplomatas daquele país, a respeito de Saouma, publicada em 1987 pelo jornal The New York Times.
| “ | Ele fez um excelente trabalho gerenciando a organização e mantendo a disciplina do programa interno. Aumentou a capacidade da FAO de fornecer assistência técnica e fortaleceu seu sistema de alerta. Sob sua liderança, a FAO reduziu drasticamente a proporção de seus gastos dedicados a despesas administrativas. | ” |

Em reconhecimento ao seu papel decisivo, a Conferência da FAO estabeleceu, em novembro de 1993, o Prêmio Edouard Saouma.

## Principais iniciativas

### Primeiro mandato (1976-1981)
Saouma começou sua gestão criando o Programa de Cooperação Técnica (TCP) da FAO, em 1976. No ano seguinte, participou da Conferência da FAO que desenvolveu o novo programa Prevention of post harvest food losses, com um capital inicial de 20 milhões de dólares. Lançou o Relatório de Alimentos do Quarto Mundo (1978), estimando em 455 milhões de subnutridos entre os habitantes dos países em desenvolvimento.
Em 1979, organizou a primeira Conferência Mundial sobre Reforma Agrária e Desenvolvimento Rural, na sede da FAO, em Roma. A conferência concordou com uma Declaração de Princípios e um Programa de Ação para combate à pobreza no campo, e estabeleceu o Dia Mundial da Alimentação, a ser observado anualmente por todos os países-membros, em 16 de outubro, aniversário de fundação da FAO. O primeiro Dia Mundial da Alimentação ocorreu em 1981, e foi observado por 50 países-membros.
Também em 1981, a FAO passou a adotar o Mapa Mundial do Solo, que indica as ações necessárias para proteger e restaurar o solo e prevenir a desertificação.

## Homenagens
Saouma recebeu homenagens de diversos países.
| Homenagem                                         | País            |
| ------------------------------------------------- | --------------- |
| Grande Croix de l'ordre National du Cedre         | Líbano          |
| Prix Said Akl Prize                               | Líbano          |
| Chevalier Merite Agricole                         | França          |
| Commandeur de la Légion d'Honneur                 | França          |
| Cavaliere di Gran Croce                           | Itália          |
| Grand Officier de l'Ordre National                | Chade           |
| Grand Officier de l'ordre du Volta                | Gana            |
| Grand-Croix de I'Ordre National de la Haute Volta | Burquina Fasso  |
| Grande Croix Merite Agricole                      | Espanha         |
| Knight Commander of the Order of Merit            | Grécia          |
| Order del Merito Agricola                         | Colômbia        |
| Gran Cruz de la Orden Nacional al Mento           | Colômbia        |
| Gran Official de Orden de Vasco Nuiiez de Balboa  | Panamá          |
| Orden al Merito Agricola                          | Peru            |
| Order of Merit                                    | Egito           |
| Ordre du Merite                                   | Ilhas Maurícias |
| Grand Officier de I'Ordre de la Republique        | Tunísia         |
| Grand Officier de I'Ordre National                | Madagáscar      |
| Gran Orden de Rio Branco                          | Brasil          |
| Banda Aquila Azteca                               | México          |
| Grande Croix Andres Bello                         | Venezuela       |

Também recebeu títulos de doutor honoris causa de várias universidades.
| Universidade                                           | País           |
| ------------------------------------------------------ | -------------- |
| Universidade de Gembloux                               | Bélgica        |
| Universidade de Ciências Agrícolas de Godolla          | Hungria        |
| Universidade de Keszphely                              | Hungria        |
| Universidade Agrícola Punjab                           | Índia          |
| Universidade de Jacarta                                | Indonésia      |
| Universidade de Bolonha                                | Itália         |
| Universidade de Florença                               | Itália         |
| Universidade de Seul                                   | Coreia do Sul  |
| Universidade Nacional Autônoma                         | Nicarágua      |
| Universidade Agrícola Faisalabad                       | Paquistão      |
| Universidade de La Molina                              | Peru           |
| Universidade de Los Baiios                             | Filipinas      |
| Universidade de Varsóvia                               | Polónia        |
| Universidade do Uruguai                                | Uruguai        |
| Universidade Agrícola de Praga                         | Chéquia        |
| Instituto Tropical e Sub-Tropical                      | Chéquia        |
| Universidade Católica da América                       | Estados Unidos |
| Universidade de Montpellier                            | França         |
| Instituto Superior Ciencias Agropecuarias de la Habana | Cuba           |
| Universidade da Mongólia                               | Mongólia       |

## Família
Era casado com Ines Forero e pai de Galia Saouma-Isar, Victor Saouma e Samia Saouma-Hetzler.